# ماري شيلي
ماري وولستُنكرافت شِلي (بالإنجليزية: Mary  Shelley) ‏ (30 اغسطس 1797 - 1 فبراير 1851) هي الكاتبة الإنجليزية مبدعة شخصية فرانكنشتاين عام 1818 وزوجة الشاعر بيرسي بيش شيلي، ولدت في لندن لعائلة مثقفة، إذ كان والدها الكاتب والمفكر ويليام غودوين ووالدتها الكاتبة ماري وولستونكرافت التي كانت من أولى المدافعات عن حقوق المرأة، وتوفيت إثر ولادة ابنتها التي نشأت في جو من الحرية والثقافة العالية. ومع كون ماري شِلي كاتبة مبدعة فقد عاشت في ظل زوجها الشاعر، وتوفيت في لندن بعد أن قامت بجمع وتحقيق وتقديم ونشر مؤلفاته مع شروحاتها عليها. عند تعرفها شِلي رأى فيها من يفهمه ويجاريه في الفلسفة والشعر فتحابا، مع كونه متزوجاً هارييت وستبروك التي كانت من طبقة اجتماعية أدنى، وهربا معاً إلى فرنسا ثم إيطاليا حيث أقاما ما تبقى من حياة زوجها، خلا زيارات متقطعة لإنكلترا. تزوجت شِلي بعد انتحار زوجته الأولى عام 1818، وأنجبا عدة أطفال لم يبق منهم على قيد الحياة سوى واحد هو برسي فلورنس.
تعرفت عائلة شِلي الشاعر اللورد بايرون على ضفاف بحيرة ليمان في سويسرا، ونشأت بينهم صداقة وتفاهم متبادل وحوار أدبي وفلسفي. وبتشجيع من بايرون وزوجها بدأت ماري كتابة أولى رواياتها وأهمها «فرانكنشتاين، أو بروميثيوس الحديث» (1818). ومع أن الرواية تنتمي إلى نوع الرواية القوطية التي يعالج الكاتب فيها موضوعات الغرائبية وماوراء الطبيعة في عالم الأحلام والأشباح والأرواح، إلا أنها على علاقة وطيدة أيضاً بأسس الحركة الإبداعية (الرومنسية) التي كانت الكاتبة مخلصة لها، مثلما كان زوجها في مسرحيته «بروميثيوس طليقا»، وبايرون في قصيدته الدرامية «مانفرد»، وصامويل تايلر كولريدج في «قصيدة البحار العجوز» التي بحثت كلها في الوضع (الشرط) الإنساني.
يرتبط اسم «فرنكنشتاين» خطأً بالوحش ـ المسخ، إلا أن الرواية التي تحمل هذا الاسم تحكي في الواقع قصة العالم السويسري فرانكنشتاين الذي يصنع شخصاً من أشلاء متفرقة ويكون الناتج في منتهى البشاعة، إلا أنه يتمتع بصفات الإنسان كافة، بل ويتجاوزها إلى حد الكراهية لصانعه مما يقودهما إلى التهلكة في النهاية. وحكاية الوحش ـ المسخ هذه ليست قصة رعب للتسلية فحسب بل تتضمن مدلولات رمزية عميقة الجذور؛ إذ يمكن النظر إلى هذا المخلوق الغريب على أنه إبليس وبروميثيوس والمتمرد عموماً؛ إنها نقيض أسطورة بغماليون الذي يعشق تمثال المرأة الذي ينحته، وهي تبحث أيضاً في موضوعات أصل الشر والإرادة الحرة وخروج المخلوق عن طاعة الخالق. ولا تزال هذه الرواية، التي تتميز أيضاً بالعديد من خصائص أدب الخيال العلمي، من أكثر الروايات رواجاً، ونقلت إلى شاشة السينما أكثر من مرة أبرزها تلك التي قام فيها بوريس كارلوف بدور الوحش ـ المسخ وحديثا فيلم فرانكنشتاين 2014 بطولة ارون ايكرت.
مع أن شهرة ماري شِلي تقوم على روايتها «فرانكنشتاين» إلا أنها كتبت روايات أخرى لا تقل عنها من حيث قيمتها الأدبية، منها الرواية التاريخية «فالبِرغا، أو حياة ومغامرات كاستروشو أمير لوكّا» (1823)، و«الرجل الأخير» The Last Man (1826)، واعتمدت في العديد من هذه الروايات على خبرتها ومعرفتها بكتّاب وشعراء عصرها. كتبت أيضاً في أدب الرحلات «تاريخ جولة من ستة أسابيع» (1817) بالتعاون مع زوجها ووصفت هروبهما والتجوال في قارة أوروبا قبل الاستقرار في أيطاليا، و«التسكع في ألمانيا وإيطاليا» (1844). ونشرت رسائلها الكثيرة عام 1944 ويومياتها عام 1947.

## السيرة الذاتية

### النشأة
ولدت مارى ولستونكرافت جودوين عام 1797 في مدينة سومرز بلندن، وكانت الابنة الثانية لوالدتها الفيلسوفة المناصرة لحقوق المرأة، بل والمعلمة، والكاتبة مارى ولستونكرافت، بينما كانت الابنة الأولى للفيلسوف، والروائي، والصحفى ويليام جودوين. لقد توفت مارى ولستونكرافت إثر ولادة مارى شيلى بعشرة أيام حيث أصيبت بحمى النفاس. وبعد ذلك تولى جودوين تربية مارى واختها غير الشقيقة فانى إملاى ابنة رجل الأعمال الأمريكي جيلبرت إملاى. وبعد عام من وفاة زوجته مارى ولستونكرافت، قام جودوين بنشر مذكراته عن مؤلفة دفاع عن حقوق المرأة عام 1798 والذي قدمه كهدية لمارى يروى سيرتها ويبين مدى حبه وإخلاصه لها. وعلى الرغم من أن هذه المذكرات كانت صادمة إلى حد كبير حيث كشفت بعض من أمور حياتها كقضية ابنتها غير الشرعية، إلا ان مارى شيلى اعتزت وافتخرت بهذه المذكرات.

قالت لويسا جونز الممرضة وربة منزل ويليام جودوين أن مارى شيلى عاشت أيام سعيدة في بداية حياتها، إلى أن شعر والدها أنه غير قادر على تربية أبنائه بمفرده حيث أنه كان دائما غارقا في ديونه. ولذلك تزوج جودوين عام 1801 من مارى جين كليرمونت التي كانت على مستوى جيد من التعلم والثقافة، وكان لديها طفلين هما شارلز وكلارى. لقد كان معظم إصدقاء جودوين لا يحبون زوجته الجديدة كليرمونت حيث قالوا أنها سريعة الغضب وعدوانية، ولكن جودوين أخلص لها مما أدى إلى نجاح زواجهما. ومن ناحية أخرى، كرهت مارى زوجة أبيها، حيث كانت تفضل أبنائها على مارى واختها فانى إملاى.

لقد أسس الزوجان شركة جودوين التي كانت تقدم كتب أطفال، وأدوات مكتبية، وخرائط، وألعاب. ولكن لم تحقق هذه الشركة الأرباح المرجوة مما أجبر جودوين على اقتراض بعض المبالغ المالية، واستمر في هذا إلى أن تفاقمت مشكلاته. وبحلول عام 1809, كان جودوين على وشك الدخول في حالة من الاكتئاب نتيجة إخفاقه في عمله، إلا أن بعض مناصريه الفلاسفة ساندوه أمثال فرانسيز بلاس الذي أنقذه من السجن وأقرضه بعض المبالغ المالية.

 وعلى الرغم من أن مارى جودوين تلقت القليل من التعليم النظامى إلا أن والدها تولى تعليمها الكثير من المواد الدراسية المختلفة. فكان دائما يأخذ أبنائه في نزه تعليمية، بل وأتاح لهم فرصة الإطلاع على مكتبته، ومقابلة الكثير من أصدقائه المفكرين أمثال الشاعر الرومانسى سامويل تايلور كلوريدج، وكذلك النائب السابق لرئيس الولايات المتحدة الأمريكية آرون بور. ولقد أقر جودوين أنه لم يعلم أبنائه وفقا لفلسفة زوجته مارى ولستونكرافت الجلية في أعمالها التي من بينها كتابها الشهير دفاعا عن حقوق المرأة (1792), ولكنه قدم لابنته تعليم متميز ومتقدم لم تتلقه أي فتاه في مثل هذا الوقت؛ حيث كان لها معلمه ومربيه خاصه. بالإضافة إلى ذلك، قرأت مارى الكثير من كتب والدها عن التاريخ الرومانى واليونانى. وفي عام 1811, ألحقت مارى بمدرسة داخلية في رامسغات. وجدير بالذكر أن جودوين وصف ابنته في الخامسة عشر من عمرها «بالشجاعة والجرأة والنشاط العقلى مع القليل من الغرور», بل وأضاف أن رغبتها في المعرفة جامحة، ومثابرتها وجلدها في واجباتها ليس لهما مثيل.

 وفي يونيو عام 1812, ارسل جودوين ابنته مارى إلى عائلة وليام باكستر المعارضة كى تقيم معهم باسكتلندا. ولقد قال باكستر: " أنا قلق بشأن مارى حيث أنها يجب أن تربى كفيلسوفة أو حتى كساخرة." وتكهن بعض الباحثين أن جودوين أرسل مارى إلى عائلة باكستر من أجل الحفاظ على صحتها وإبعادها عن الجو السئ لعمل والدها، وتعريفها أيضا على السياسات المتطرفة. وجدير بالذكر أن مارى استمتعت بإقامتها في منزل باكستر مع بناته الأربع إلى أن عادت شمالا في صيف 1813 كى تمكث عشرة أشهر. وفي مقدمة روايتها فرانكنستاين 1831 كتبت مارى: «لقد كتبت اسفل أشجار حدائق منزلنا، أو على الجوانب القاتمة للجبال حيث ولدت وعززت مؤلفاتى وتخيلاتى.»

### بيرسى بيشى شيلي
ربما قابلت مارى شيلى لأول مرة زوجها الشاعر والفيلسوف المتطرف بيرسى شيلى ما بين فترتى اقامتها في اسكتلندا. ولقد انفصل بيرسى شيلى عن زوجته بعد عودة مارى إلى منزلها يوم 30 مارس 1814. وكان بيرسى دائم الزيارة لمارى ووالدها الذي وافق على أن يسدد له شيلى كافة ديونه. إن تطرفية بيرسى شيلى وأفكاره الاقتصاديه التي اخذها من أبرز أعمال ويليام جودوين العدالة السياسية (1793) أبعدته عن عائلته الأرستقراطية الثرية. فلقد أرادت عائلته أن يحذو شيلى حذو الأرستقراطيين، ولكنه اتجه إلى التبرع بمبالغ مالية كبيرة لمشاريع كثيره تهدف إلى مساعدة الفئات المحرومة من ضروريات الحياة وبحاجة إلى رعاية طبية. ولذلك لم يستطع بيرسى تحقيق ما أراده إلا بعد حصوله على الميراث؛ حيث رفضت عائلته أن يهدر ماله في مشاريع العدالة السياسية. وبعد عدة شهور من الوعود، صرح بيرسى بأنه غير قادر على سداد ديون جودوين مما أدى إلى غضبه وشعوره بالخيانة.

بدأت مارى تقابل بيرسى سرا أثناء زيارتها لقبر والدتها في كنيسة سانت بانكراس حتى وقع الاثنان في الحب وكانت مارى تبلغ من العمرحوالى سبعة عشر عاما، بينما كان بيرسى اثنين وعشرين عاما تقريبا. وعندما علم جودوين بعدم قدرة شيلى على سداد ديونه، رفض علاقته بمارى وحاول أن يمنعها من مقابلته مما أدى إلى إصابتها بحالة من الخوف والجزع.

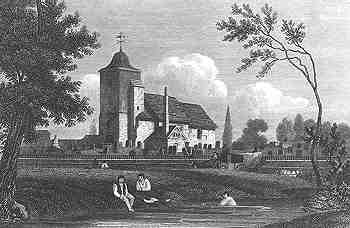
في السادس والعشرين من شهر يونيو لعام 1814, صرحت مارى جودوين بحبها لبيرسى شيلى وذلك أثناء زيارتها لقبر والدتها بمدافن كنيسة سانت بانكراس.

 وبعد موقف بيرسي شيلى، أصابت ماري الحيرة والارتباك وأعتقدت أن بيرسى يمثل أفكار والدها التحررية والتي تهدف للإصلاح والتي ناقشها في كتابه العدالة السياسية ثم تراجع عنها بعد ذلك، وخاصة وجهة نظر والدها بأن الزواج ما هو إلا احتكار قمعى. وفي يوم 28 يوليو عام 1814, هربت مارى وزوجها بيرسى سرا إلى فرنسا ومعهم أختها كلارى كليرمونت تاركين زوجة بيرسى السابقة.

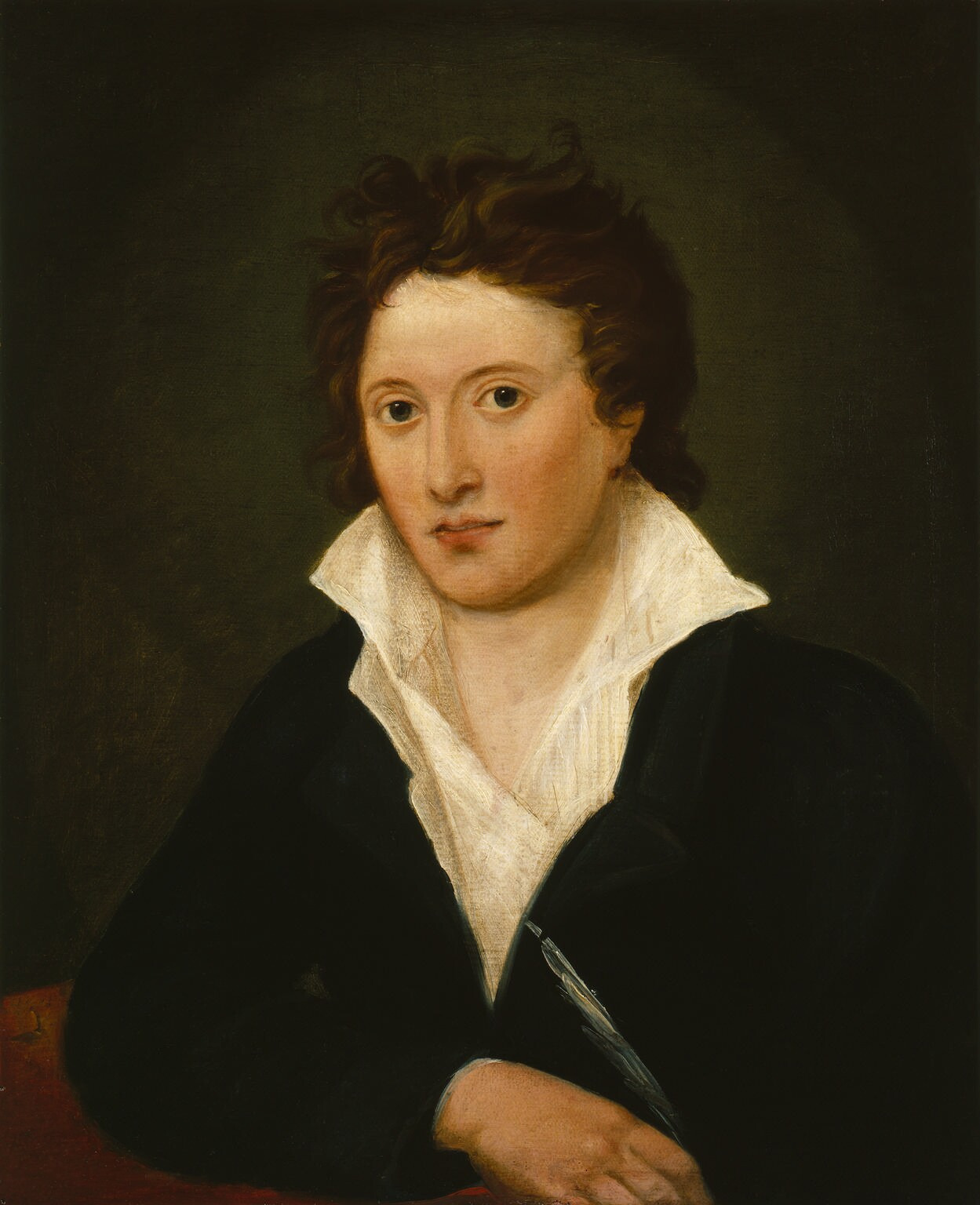
لقد تأثر بيرسى بيشى شيلى كثيرا بالتطرفية التي طغت على أبرز أعمال ويليام جودوين العدالة السياسية(1793). وعندما قابل الشاعر روبرت بيرسى شيلى, شعر وكأنه يرى نفسه منذ عام 1790.(صورة رسمتها اميليا كوران, 1819)

 وبعد إقناع مارى جين جودوين لهما بالذهاب إلى مدينة كاليه التي لم يرغبوا بالعودة لها، سافر الثلاثة إلى باريس ثم إلى سويسرا بواسطة حمار وقاطرة صغيرة وعربة تقودها الخيول. وفي عام 1826 تستحضر مارى هذا المشهد فتصفه بأنه رومانسية حقيقية. وفي أثناء سفرهم قام كلا من مارى وبيرسى بقراءة بعض أعمال مارى ولستونكرافت وأيضا بعض الأعمال الأخرى محافظين على دفتر مذكراتهم ومستمرين في كتاباتهم. وفي مدينة لوسرن نفد ما لديهم من اموال مما أجبرهم على العودة. وفي يوم 13 سبتمبر 1814, سافر الثلاثة عبر نهر راين وبرا إلى ميناء مارسيليا حتى وصلواغ إلى مدينة جريفزيند في إنجلترا.

 وكان الوضع في إنجلترا مشحون ببعض التعقيدات التي لم تتوقعها مارى من قبل، حيث حملت في وقت إفلاسها هي وزوجها. واندهشت مارى وغضبت عندما رفض والدها مساعتهما بأي شئ. وبعد ذلك انتقل الزوجان مع كلارى إلى غرف مفروشة مستأجرة في مدينة سومرز ثم في ميدان نلسون. ومع ذلك حافظ الزوجان على برنامجهما اليومى من القراءة والكتابة بل واستضافة أصدقاء بيرسى شيلى أمثال توماس جيفرسون هوج والكاتب توماس بيكوك. وكان بيرسى شيلى يغادر المنزل احيانا لفترات قصيرة كى يتفادى الدائنين. ولقد اسفرت خطابات الزوجين المضطربة عن ألمهم نتيجة هذا التباعد والانفصال.

 وعلى الرغم من حملها وتعبها، كان على مارى أن تساير زوجها في فرحته بمولوده الجديد من زوجته الأولى هارييت شيلى في أواخر عام 1814, وفي خروجاته أيضا مع كلارى كليرمونت. وكان يمنحها الصبر نوعا ما زيارات هوج لها التي كانت تكرهها في أول الأمر، ولكن بمرور الوقت جمعت بين الأثنين صداقة حميمة. وكان يبدو على بيرسى رغبته في أن تصبح مارى وهوج أصدقاء مقربين لبعضهما البعض. ولم ترفض مارى هذه الفكرة حيث أنها تؤمن بحركة الحب الحر، ولكنها أحبت فقط بيرسى شيلى ولم تعط هوج سوى بعض المجاملات. وفي يوم 22 فبراير 1815, ولدت مارى ابنتها قبل الموعد المحدد بشهرين، فكان من المتوقع أن يتوفى هذا المولود الجديد

 وفي يوم 6 مارس، كتبت مارى إلى هوج قائلة: عزيزتى هوج لقد توفت ابنتى فهل يمكنك الحضور لرؤيتى. اتمنى ان اراكى. لقد استيقظت في منتصف الليل كى أرضعها ولكنى وجدتها نائمة فتركتها، ولكنها توفت بعد ذلك، ولم نكتشف هذا إلا في الصباح الباكر وكان من الواضح أنها توفت نتيجة تشنج وانقباض عضلى حاد.

إن فقدان ابنتها سبب لها اكتئاب حاد ولكنها تعافت منه بحلول الصيف. وتحسنت ظروف بيرسى المالية بعد وفاة جده السيد بيشى شيلى مما جعل الزوجين يقضيان اجازاتهما في تركيا بل واستأجرا بيت مكون من طابقين بالقرب من حديقة ويندسور. ولقد نقل القليل عن حياة مارى في هذه الفترة حيث فقدت مذكراتها ما بين مايو 1815 ويوليو 1816. وبعد ذلك كتب بيرسى قصيدته إله الانتقام، ثم أنجبت مارى مولودها الثاني يوم 24 يناير 1816. ولقد سمى باسم والدها ويليام ولقب بويلموس. ومن الجدير بالذكر أن مارى قامت بتصوير ويندسور بأنها جنة عدن في روايتها الشهيرة الرجل الأخير. === بحيرة جينفا وفرانكنشتاين === وفي مايو 1816، سافر مارى جودوين وبيرسى شيلى وابنيهما مع كلارى كليرمونت إلى جينفا، حيث خططا الزوجان قضاء اجازتهما الصيفية مع الشاعر لورد بايرون. ووصلوا جميعًا إلى جينفا يوم 14 مايو 1816، وهناك عرفت مارى بالسيدة شيلى. وفي يوم 25 مايو، لحق بهم الشاعر بيرون الذي كان برفقة طبيبه الشاب جون ويليام بوليدورى،  ثم استأجر فيلا ديوداتى بالقرب من بحيرة جينفا في قرية كولوجنى، أما شيلى فقد استأجر منزل صغير بالقرب من قصر بيرون. ولقد أمضوا وقتهم في الكتابة والإبحار في بحيرة جينفا وأيضا السمر ليلا.

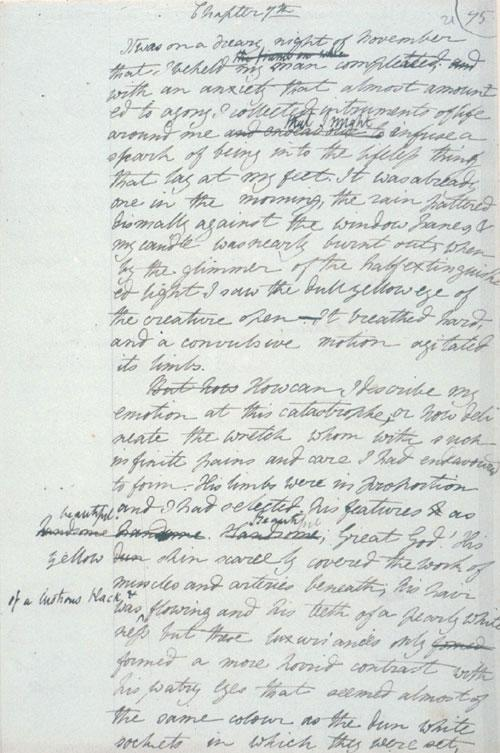
مسودة لرواية فرانكنشتاين ("لقد كان في ليله موحشه من شهر نوفمبر والتي فيها أدركت رجلها بشكل كامل...")

 وتقول مارى أنهم اجبروا على قضاء اجازتهم الصيفية معظم الوقت في المنزل نتيجة الأمطار الغزيرة المتواصلة. وقضت المجموعة وقتها في قراءة قصص الرعب الألمانية مما جعل بيرون يقترح عليهم أن يقو كلا منهم بكتابة قصة عن الأرواح الشريرة. ولقد انزعجت مارى من عجزها عن التأليف والكتابة، فلقد كانت تسأل صباح كل يوم «هل فكرتى في القصة ؟» فترد بالنفى الذي يشعرها بالعجز والإهانة.
ثم بدأت مارى في كتابة القصص القصيرة، وبتشجيع من زوجها بيرسى كتبت مارى روايتها الأولى فرانكنشتاين التي نشرت عام 1818. ولقد وصفت الصيف في سويسرا بأنه الوقت الذي تخطت فيه طفولتها إلى الحياه بأكملها. ومن الجدير بالذكر أن هذه القصة اختلقت عدة مرات وكانت الأساس لكثير من الأفلام.

 وفي سبتمبر عام 2011، توصل العالم الفلكى دونالد أولسون إلى أن حلم مارى حدث لها يوم 16 يونيو 1816 ما بين الثانية والثالثة صباحا وبعد عدة أيام من فكرة لورد بايرون بأن يؤلف كلا منهما قصة روح شريرة.

### تأليف رواية فرانكنشتاين
لقد دار جدل كبير حول رواية فرانكنشتاين منذ نشرها عام 1818؛ حيث بحث النقاد والقراء حول مصدرها الحقيقى وحول اسهامات كلا من مارى وبيرسى فيها. فلقد وجدت اختلافات مابين نسخ 1818، 1823، و 1831. ولذلك أكدت مارى أن مقدمة النسخة الأولى كانت من اسهامات زوجها بيرسى. بالإضافة إلى ذلك، ذكر جيمس ريجر أن اسهامات بيرسى في هذه الرواية كثيرة مما يجعل من الصعب معرفة إذا كان بيرسى مؤلفا ومحررا ام فقط معاونا، بينما يرى آن ميلور أن بيرسى قام فقط ببعض الإصلاحات التقنية.

### باث ومارلو
لقد قام كلا من مارى وبيرسى وكلارى كليرمونت بإستئجار غرف مفروشه بالقرب من مينة باث جنوب غرب إنجلترا، وذلك أثناء عودتهم في شهر سبتمبر؛ حيث املوا في إخفاء أمر حمل كلارى كليرمونت. وفي مدينة كولوجنى استلمت مارى خطابين من اختها فانى املاى تخبرها عن حياتها الشقية. وفي يوم 9 أكتوبر، كتبت فانى املاى خطاب انذارى لاختها من مدينة برستل مما جعل بيرسى يحاول البحث عنها ولكن دون جدوى. وفي يوم 10 أكتوبر، وجدت فانى ميتة في إحدى الغرف في فندق سوانزى ومعها زجاجة لودنوم، وورقة مكتوب بها أنها انتحرت. وفي يوم 10 ديسمبر، وجدت زوجة بيرسى الأولى هارييت غارقة في بحيرة سربنتين في حديقة هايد بارك بلندن. ولقد حاولت عائلة هارييت تعطيل جهود بيرسى من أجل الحصول على وصاية أبنائه. ولذلك نصحه محاموه بالزواج من أجل تحسين أحواله. وبالفعل تزوج بيرسى من مارى جودوين يوم 30 ديسمبر 1816 في كنيسة ملدريد التي تقع في شارع بريد بلندن. وتم الزواج - الذي أنهى كافة النزاعات - بحضور السيد جودوين وزوجته.

 وفي يوم 13 يناير، أنجبت كلارى ابنتها ألبا التي سميت بعد ذلك أليجرا. وفي شهر مارس لنفس العام، قضت محكمة العدل برفض طلب وصاية بيرسى شيلى على أبنائه، ووضعهم تحت وصاية أسرة رجل من رجال الدين. وفي الشهر نفسه، انتقلت أسرة شيلى مع كلارى وابنتها إلى منزل ألبيون في مدينة مارلو حيث كان منزل كبير يقع على نهر التيمز. وهناك وضعت مارى مولودها الثالث كلارا وكان ذلك في يوم 2 سبتمبر. وفي مدينة مارلو، ابتعد بيرسى عن زوجته ومنزله كى يتهرب من الدائنين؛ فقد كان التهديد بالسجن والخوف من فقدان وصايتهما على أبنائهما سببا قويا في قرارهما بمغادرة إنجلترا إلى إيطاليا، برفقة كلارى وابنتها ألبا،  يوم 12 مارس 1818. فكان رحيلا بدون أية نية للعودة مرة أخرى.

### إيطاليا
في ديسمبر عام 1818, سافرت عائلة شيليز مع كلير كلير مونت وخدامهم إلي نابولي حيث اقاموا بها ثلاثة أشهر وكانوا لا يستقبلون بها إلا زائر واحد فحسب وهو الطبيب. في عام 1820 وجدوا انفسهم محاصرين باتهامات وتهديدات الخادمان الاسبقان باولو واليز فوجي الذان قام بطردهما بيرسي تشيلي في نابولي بعد فترة قصيرة من زواجهما. اوضح الزوج أنه في السابع والعشرين من فبراير عام 1819 في نابولي سجل بيرسي شيلي رضيعة عمرها شهران تدعى الينا اديلاد شيلي كابنة له من ماري شيلي. كما ادعي الزوجان أيضا ان كليركليرمونت هي والدة الطفلة. فسر كتاب السير عدة تفسيرات لتلك الأحداث منها ان بيرسي شيلي قرر ان يتبني طفل محلي؛ أي ان الطفل انجبه من اليس أو كلير أو امرأة أخرى، أو انه كان طفل اليس الذي انجبته من بايرون. اكدت ماري تشيلي علي أنها كانت ستكون علي علم بان كلير حامل، لكن هذا غير واضح إلي مدى كانت تعرف حقا. تبقي الاحداث في مدينة نابولي محاطة بالغموض، ولقد اطلقت عليها ماري شيلي في وقت لاحق الجنة التي يسكنها الشياطين. إن الأمر الوحيد الذي لا ريب فيه أنها ليست ام الطفلة. توفيت الينا اديلايد شيلي في نابولي في 9 يونيو عام 1880.

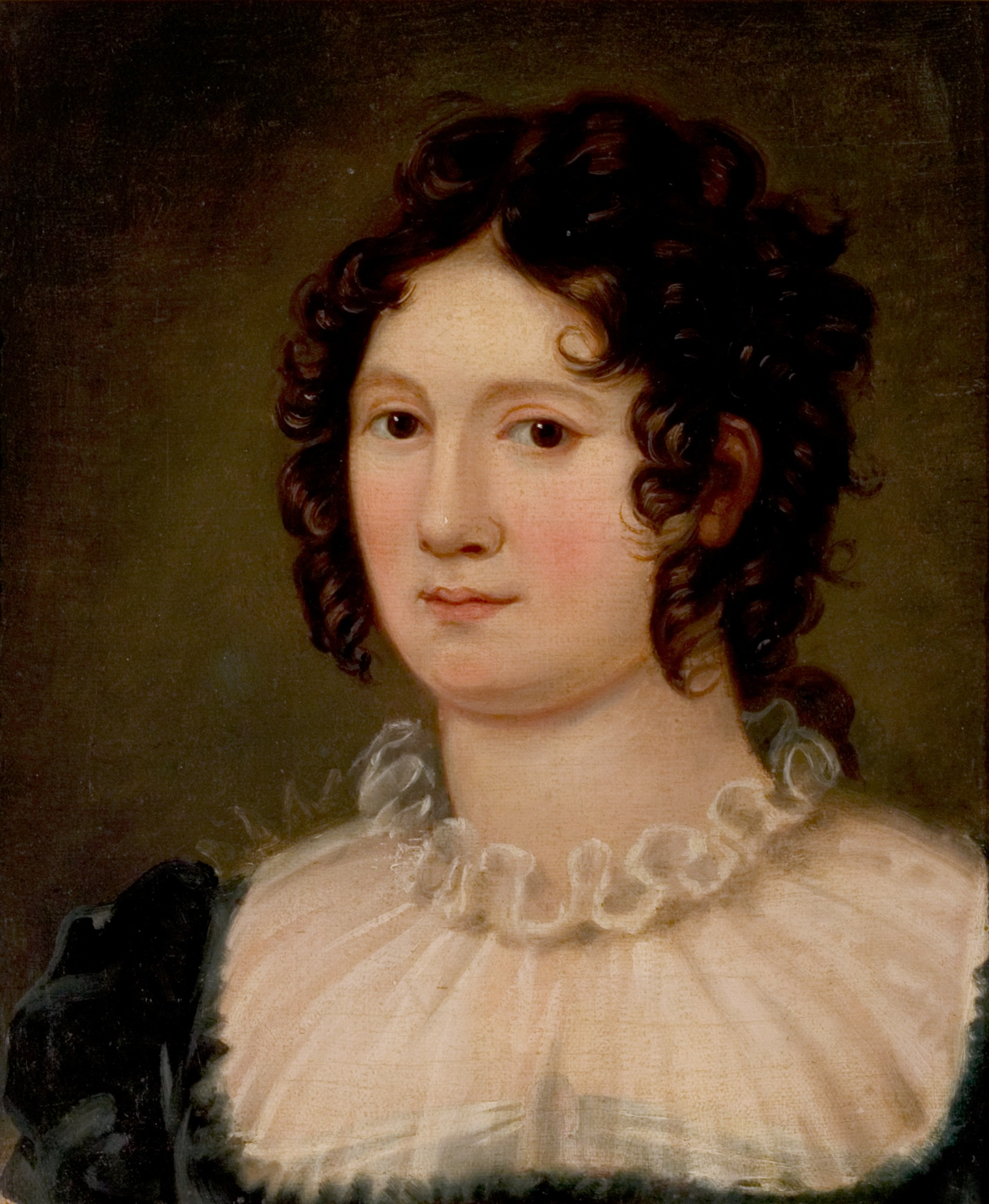
كلير كليرمونت، أخت ماري غير الشقيقة وعشيقة لورد بايرون (صورة رسمتها اميليا كوران، 1819)

في صيف عام 1822، انتقلت ماري الحامل مع بيرسي، وكلير، وإدوارد، وجين ويليامز إلى المكان المعزول فيلا ماغني، على حافة البحر بالقرب من قرية سان ترنزو في خليج اريس. وما ان استقروا هناك، أعلن بيرسي الخبر الاليم لكلير أن ابنتها أليجراتوفيت بسبب مرض التيفود في دير باجناكبلو. كانت ماري مرتبكة حزينة في فيلا ماغني المكتظة المعزولة، وأصبحت تعتبرها كالزنزانة. في يوم 16 يونيو، اجهضت ماري جنينها وفقدت دما كثيرا حتي إنها كانت علي اعتاب الموت. اجلسها بيرسي في حمام من الثلج كي يتوقف النزيف بدلا من أن ينتظر الطبيب، وفي وقت لاحق اخبره الطبيب ان هذا التصرف انقذ خياتها. علي الرغم من ذلك لم تكن الامور علي ما يرام بين الزوجين فقد كان بيريس يقضي مع جين وليمز وقتا أطول مما كان يقضيه مع زوجته الحزينة الواهنة. إن معظم القصائد القصيرة التي كتبها شيلي في سان ترنزو كانت لجين وليست لماري.
منح الساحل لبيرسي شيلي وإدوارد وليمز فرصة للاستمتاع بلعبتهم الرائعة في الصيف وهي قاربهما الشراعي الجديدة. صمم هذا القارب دانيال روبرتس وإدوارد ترلاوني وهو أحد المعجبيين ببيرون الذي انضم للمجموعة في يناير عام 1822. في 1 يوليو عام 1822, ابحر بيرسي شيلي وايدورد الركر ويليمز والقبطان دانيال روبرتس جنوبا علي طول الساحل إلي ليفورنو. وهناك ناقش بيريس شيلي مع بيرون ولي هانت إصدار مجلة فارقة في الاسواق تدعي الليبرالي. في الثامن من يوليو بدأ هو وإدوارد ويليمز رحلة العودة إلى اريس مع صبي مركبي يبلغ من العمر ثمانية عشر عام يدعى تشارلز فيفيان، ولم يصلوا إلي وجهتهم ابدا. وصلت رسالة في فيلا ماغني من هانت الي بيرسي شيلي بتاريخ 8 يوليو تقول: «اتوسل إليك أن ترسل إلينا كيفية وصولك إلي المنزل حيث إنهم قالوا انك تعرضت لطقس سئ بعد ان ابحرت يوم الاثنين ونحن قلقون.» قالت ماري لصديقة لها لاحقا :«لقد سقطت الورقة من يدي .» «لقد ارتجف جسمي كله.» واسرعت هي وجين وليمز بائستين إلي ليفورنو ثم إلي بيزا علي الامل المفقود أن أزواجهن لايزالا علي قيد الحياة. بعد مرور عشرة أيام من العاصفة، جرفت المياه ثلاث جثث علي الساحل بالقرب من فياريجيو في منتصف الطريق بين ليفورنو واريس. حرق كلا من تريلاوني، وبايرون، وهانت جثة بيرسي شيلي على الشاطئ في فياريجيو.
- قال ويليام غودوين لماري شيلي:
| ماري شيلي | إن فرانكشتاين هو اروع عمل كتبتيه وانت في سن العشرين سمعت عنه. وانت الآن في الخمسة والعشرين. والاكثر حظا انك قطعتي شوطا في القراءة وغذيتي عقلك بشكل رائع يثير الاعجاب يجعلكي مؤلفة عظيمة ناجحة. إن كنت لا تستطيعين ان تكوني ناجحة فمن يمكنه أن يكون كذلك؟" | ماري شيلي |

 === العودة إلي إنجلترا والشروع في مهنة الكتابة === وبعد أن توفي زوجها، عاشت ماري شيلي لمدة عام مع لي هانت وعائلتها في جنوة حيث كانت تري بيرون كثيرا وتدون قصائده. وعزمت علي العيش بقلمها ولابنها، لكن كان وضعها المالي غير مستقر.
في يوم 23 يوليو عام 1823، غادرت ماري جنوى متجها إلي إنجلترا وسكنت مع والدها وزوجته في الستراند حتى وهلة قصيرة من سماح والدها في القانون بالإقامة في مكان قريب. وكان السيد تيموثي شيلي قد وافق في البداية علي اعالة حفيده بيرسي فلورنسا، شريطة أن يتسلمه الوصي المعين. رفضت ماري شيلي هذه الفكرة على الفور. قامت بدلا من ذلك بالانتزاع من السيد تيموثي بدل سنوي محدود (والذي اضطرت إلي سداده عندما ورث بيرسي فلورنسا التركة)، ولكن في نهاية أيامه كان يرفض مقابلتها شخصيا والتعامل معها إلا من خلال المحامين. شغلت ماري شيلي نفسها بتحرير قصائد زوجها، من بين المساهمات الأدبية الأخرى، ولكن القلقها على ابنها كان يقييد خياراتها. هدد السيد تيموثي بوقف البدل إذا نشرت أي سيرة للشاعر. في عام 1826، أصبح بيرسي فلورنسا الوريث القانوني للتركة شيلي بعد وفاة أخيه غير الشقيق تشارلز شيلي، الذي انجبه ابيه من هارييت شيلي. رفع السيد تيموثي البدل الخاص بماري من 100 جنيه استرليني في السنة إلى 250 جنيه استرليني ولكن لا يزال الأمر صعب كما كان. استمتعت ماري شيلي بمجتمع ويليام غودوين المثير، ولكن كان يمنعها الفقرمن الاندماج كما تمنت. كما شعرت أيضا أن الكثير من الناس ينبذونها مثل السير تيموثيك ؛ حيث إنهم ما يزالون يرفضون علاقتها ببيرسي بيش شيلي.
في صيف عام 1824، انتقلت ماري شيلي إلي كنتيش تاون شمال لندن لتكون بالقرب من جين ويليامز. لقد أكد مورييل سبارك أحد كتاب سيرتها: «أنها تكن بعض مشاعر الحب القليلة» لجين. في وقت لاحق خيبت جين آمالها بنشر ايشاعات تؤكد أن بيرسي كان يفضلها علي ماري، وذلك لأنها زوجة غير مناسبة. في حدود هذا الوقت، بينما كانت ماري شيلي تألف رواية الرجل الأخير (1826)؛ وساعدت مجموعة من الأصدقاء الذين كانوا يكتبون مذكرات بايرون وبيرسي شيلي- كان ذلك بدايات محاولاتها لتخليد زوجها. كما التقت مع الممثل الأمريكي جون هوارد باين والكاتب الأمريكي واشنطن ايرفنج الذي خدعها. وقع باين في حبها وعرض عليها الزواج عام 1826 , لكنها رفضت قائلة إنه بعد أن تزوجت من عبقري، لا يمكنها إلا أن تتزوج شخص آخر مثله. قبل باين رفضها وحاول دون جدوى أن يطلب من صديقه ايرفينغ أن يعرض عليها ذلك الأمر. كانت ماري شيلي علي علم بخطة باين، ولكن لم يتضح إلي أي مدي أخذتها على محمل الجد.
في عام 1827، كانت ماري شيلي طرفا في مخطط امكن صديقتها إيزابيل روبنسون وعشيقتها، ماري ديانا دودز، التي كانت تكتب تحت اسم ديفيد ليندسي،
من بدأ حياة معا في فرنسا كرجل وزوجته. [ملاحظة 13 ] ، حصلت ماري شيلي علي جوازات سفر مزورة للزوجين بفضل مساعدة باين الذي تركته يعمل في الظلام لاتمام التفاصيل. في عام 1828، أصيبت بالجدري أثناء زيارتهما في باريس.و شفيت بعد أسابيع دون وجود أثرا للندوب ولكنها فقدت جمالها الفاتن.
خلال الفترة 1827-1840، كانت ماري شيلي مشغول بالتحرير والكاتبة. كتبت رواية حظوظ بيركن وربيك (1830), ولدور (1835), وفولكنر (1837). وشاركت في خمسة مجلدات عن حياة كتاب إيطالين وإسبانيين وبرتغاليين لموسوعة مجلس الوزراء. كما أنها كتبت قصص لمجلات السيدات. وكانت لا تزال تعمل علي دعم والدها، وكانا يبحثان معا عن ناشرين لهما. وفي عام 1830، باعت حقوق الطبع والنشر الخاصة بطبعة فرانكشتاين الجديدة بمبلغ قدره 60 جنيه استرليني لهنري كولبرن وريتشارد بنتلي من اجل سلسلة رواياتهم المعيارية الجديدة. بعد وفاة والدها في عام 1836 عن عمر يناهز الثمانين، بدأت تجمع رسائله ومذكراته لتنشرها، بناء علي طلبه في وصيته. ولكن بعد مرور عامين علي ذلك المشروع، تخلت عنه. وطوال هذه الفترة، رفعت من شأن أيضا شعر بيرسي شيللي، وروجت واقتبست منه في كتاباتها. بحلول عام 1837، سارت أعمال بيرسي معروفة وشديدة التميز. في صيف عام 1838 اقترح إدوارد موكسون، ناشر تينيسون وابن تشارلز لامب في القانون، نشرأعمال بيرسي شيلي التي تم جمعها. حصلت ماري علي مبلغ قدره £ 500 لتحرير الأعمال الشعرية (1838) التي أصرالسير تيموثي علي أن لا تشمل سيرته الذاتية. وجدت ماري طريقة لسرد قصة حياة بيرسي، وعلى الرغم من ذلك: فإنها تضمنت ملاحظات ذاتية كثيرة عن القصائد.
ظلت ماري شيلي تعامل قرنائها العاطفين المحتملين بحذر. في عام 1828، التقت واعجبت بالكاتب الفرنسي بروسبر مريميه، ولكن الرسالة الوحيدة التي عثر عليها تأكد تخليه عن إعلان الحب. وكانت سعيدة عندما عاد صديقها الإيطالي القديم، إدوارد تريلاوني، إلى إنجلترا، ومازحا عن الزواج في رسائلهم. علي الرغم من ذلك تغيرت صداقتهما، بعد رفضها التعاون معه في كتابة سيرة بيرسي شيلي الذاتية التي اقترحها ؛ وكانت رد فعله غاضبة في وقت لاحق بسبب حذفها قسم الإلحادية من قصيدة الملكة ماب لبيرسي شيللي. تشير بعض المراجع غير الموثق بها في دفاترها اليومية، من أوائل الثلاثينيات حتى مشارف الأربعينيات من القرن التاسع عشر إلى أن ماري شيلي كانت تكن مشاعر للسياسي المتطرف أوبري بوكلاركف، الذي خيب آملها بالزواج مرتين من آخريات. [ملاحظة 14]
كان أكثر ما يقلق ماري شيلي خلال هذه السنوات سعادة بيرسي فلورنسا. ومجدت رغبة زوجها الراحل في ان يدخل ابنه مدارس حكومية، وبمساعدة السير تيموثي الشاقة، تمكن من الدراسة في هارو. انتقلت إلى هارو على التل لتجنب دفع الرسوم الداخلية، وبذلك يستطيع بيرسي الحضور كطالبة يومي. وعلى الرغم من ذهاب بيرسي إلى كلية ترينيتي في جامعة كامبريدج، وانغماسه في السياسة والقانون، فانه لم يظهر أي إشارة لعطايا والديه. كرس نفسه لأمه، وبعد أن ترك الجامعة في عام 1841، جاء للعيش معها.

### السنوات الأخيرة والوفاة
في عام 1840 وعام 1842، تجولت الأم وابنها معا في القارة. سجلت ماري شيلي تلك الرحلات في كتاب النزه في ألمانيا وإيطاليا في عام 1840، 1842 و 1843 (1844). وفي عام 1844، في النهاية توفي السير تيموثي شيلي في سن التسعين، «يسقط من الساق مثل الزهرة المتفتحة»، على حد قول ماري. لأول مرة، تمتعت وابنها بالاستقلال المالي، على الرغم من أن العقار حقق قيمة أقل مما كانا يأملان.

في منتصف الاربعينيات من القرن التاسع عشر، وجدت ماري شيلي نفسها هدفا لثلاثة مبتزين منفصلين. في عام 1845، هددها السياسي المنفي الإيطالي جاتشي- الذي التقت به في باريس -بنشر خطابات أرسلتها له.رشا صديق ابنها قائد الشرطة للاستيلاء على أوراق جاتشي، بما فيها من الرسائل التي اتلفت لاحقا. بعد ذلك بوقت قصير، اشترت ماري شيلي بعض الرسائل التي كتبتها بنفسها وبيرسي بيش شيلي من رجل يطلق على نفسه جي بايرون وادعى أنه الابن غير الشرعي للراحل اللورد بايرون. أيضا في عام 1845، نهج ابن عم بيرسي بيش شيلي توماس ميدوين ادعائها أنه كتب سيرة تشوه بيرسي شيلي. وقال إنه سيقوم بحظرها مقابل 250 £، لكن رفضت ماري شيلي.
1. ↑   وفقا لبيري , زععم ميدوين امتلاك دليل يرتبط بنابولي. ان مادوين هو مصدر الراي الذي يقر أن الطفلة التي سجلها بيرسي شيلي هي ابنته من أمراة غامضة

قام كلا من بيرسي فلورنس وزوجته باستخراج نعشي والديها ودفناهما معها في بورنموث وذلك من من اجل تحقيق امنيات شيلي 
في عام 1848، تزوج بيرسي فلورنسا جين جيبسون سانت جون. وكان زواجا سعيدا، وكانت ماري شيلي وجين يحبان بعضهما البعض بشدة. عاشت  ماري مع ابنها وابنتها في القانون في ميدان، ساسكس، موطن أجداد عائلة شيلي، وفي ميدان تشيستر بلندن ورافقتهما في اسفارهما إلى الخارج.
تعكرت سنوات ماري شيلي الأخيرة بالمرض. من 1839، عانت من الصداع ونوبات شلل في أجزاء من جسدها، ومنعها ذلك من القراءة والكتابة في بعض الأحيان. وفي 1 فبراير 1851، في ساحة تشيستر، توفيت عن عمر يناهز ثلاثة وخمسين بسبب ورم في المخ وفقا لظنون طبيبها. ووفقا لجين شيلي، طلبت ماري شيلي ان تدفن مع أمها وأبيها؛ ولكن رأي كلا من بيرسي وجين أن المقابر في سانت بانكراس «مروعة»، واختارا بدلا من ذلك أن يدفناها في كنيسة القديس بطرس، بورنموث، بالقرب من منزلهما الجديد في بوسكومب. في الذكرى السنوية الأولى لوفاة ماري شيلي، فتح افراد عائلة شيلي قبرها وعثروا بداخله على خصلات شعر أطفالها المتوفين، ودفتر كانت تشاركه مع بيرسي بيش شيلي، ونسخة من قصيدته اندونايس مع صفحة مطوية حول قطعة من الحرير تحتوي على بعض رفات جثته وبقايا من قلبه.

### الموضوعات الأدبية والأساليب
عاشت ماري شيلي حياة أدبية. شجعها والدها على تعلم الكتابة وتأليف الرسائل،  وكانت مهنتها المفضلة عندما كانت طفلة كتابة القصص. لسوء الحظ ضاعت آثار صباها عندما هربت مع بيرسي في عام 1814، وليس لها أي مخطوطات معثور عليها نهائيا يمكن أن تكون مؤرخة قبل ذلك العام. كان من المرجح في الغالب أن أول عمل نشر لها هو مونسير نونجتوباو، وهو أبيات شعرية هزلية كتبت لمكتبة أحداث غودوين عندما كانت في العاشرة والنصف ؛ على الرغم من ذلك فإن تلك القصيدة نسبت إلي كاتب آخر في أحدث مجموعة موثقة لأعمالها. شجع بيرسي شيلي بحماس كتابات ماري شيلي: «كان زوجي، منذ البداية، قلقا جدا بشأن أنني يجب أن أثبت جدارتي بنسبي وأصلي، واضع نفسي على صفحة الشهرة. وكان دائما يشجعني على الحصول على سمعة أدبي».

## الروايات

### عناصر السيرة الذاتية
تفسر بعض أجزاء روايات ماري شيلي كإعادة كتابة مقنعة لحياتها على الوجه الاغلب. اشار النقاد إلى تكرار فكرة الأب والابنة بالاخص كدليل على اسلوب السيرة الذاتية هذه. على سبيل الميثال يقرأ المعلقون ماتيلدا (1820) قرأه السيرة الذاتية مصنفين الشخصيات المحورية الثلاث كنسخ من ماري شيلي، ويليام غودوين، وبيرسي شيلي. وثقت ماري شيلي بنفسها أنها رسمت الشخصيات المحوارية في رواية الرجل الاخير على غرار دائرة معارفها في إيطاليا. السيد ريمون، الذي ترك إنجلترا للقتال من أجل الإغريق وتوفي في القسطنطينية مستوحى من اللورد بايرون؛ وادريان الطوباوي، ايرل وندسور، الذي قاد اتباعه في البحث عن الجنة الطبيعية ومات عندما غرق قاربه في عاصفة، هو تصوير خيالي لبيرسي بيش شيلي. [146] لكن عندما كتبت في استعرضها لرواية كلاوديسلي لغودوين (1830) أقرت أنها لم تؤمن بان المؤلفين «يستنسخون ما في قلوبنا فحسب» (147). اعتبر وليم جودوينز شخصيات ابنته أنها انواع وليس صور من واقع الحياة (148). تبنى وجهة النظر ذاتها بعض نقاد الحداثة مثل باتريشيا كليميت وجين بلومبرغ معارضين قراءة أعمال ماري شيلي كسيرة ذاتية.

### الأعمال الروائية
| ماري شيلي | (القتل الرحيم ) لم تعد يسمع عنها؛ حتى اسمها اختفى .. السجلات الخاصة -التي تجمع منها العلاقات السابقة، تنتهي بموت القتل الرحيم. إذن نجد تفسيرلآخر سنوات عمر كاستروكو في تواريخ العامة فقط. | ماري شيلي |

 -من ماري شيلي، فالبرجا 
استخدمت ماري شيلي العديد من أساليب الأعمال الروائية المختلفة ويبرز ذلك في الروايات الجودوينية، ورواية ولتر سكوت التاريخية الجديدة، والرواية القوطية. حققت الرواية الجودوينية شهرة خلال التسعينيات من القرن الثامن عشر مع أعمال أخرى مثل كالب ويليامز غودوين (1794)، «تبنت شكل طائفي على نهج الفيلسوف روسو لكشف العلاقات المتناقضة بين النفس والمجتمع», وعرضت فرانكشتاين الكثيرمن الافكار والاساليب الأدبية المماثلة لرواية جودوين. ومع ذلك، تنتقد شيلي مثل عصر التنوير التي يتبناها جودوين في أعماله. استخدمت في رواية الرجل الاخير نفس الاسلوب الفلسفي الذي استخدمته في الرواية جودوينية لتوضح عبثية العالم النهائية. في حين اظهار الروايات الجودوينية كيف يمكن لافراد المجتمع العقلاء تحقيق تقدمه، توضح الرواية الرجل الاخير ورواية فرانكشتاين قلة سيطرة الأفراد على التاريخ.
استخدمت الرواية التاريخية لتعلق على العلاقات بين الجنسيين ؛ فعلى سبيل الميثال فلبيجرة نسخة نسوية من العمل الذكوري سكوت. من خلال طرح سيدات في القصة ليسن جزء من سجل التاريخ، قامت شيلي باستخدام روايتهن لتمحيص المؤسسات الدينية والسياسية القائمة. وضعت شيلي بطل الرواية الحاد الطامع في الإستيلاء مقابل انثى بديلة: العقل والحساسية. في رواية بيركن التاريخية الأخرى تشير السيدة جوردون إلى معاني الصداقة والالفة والمساواة. قدمت شيلي من خلالها بديل انثوي لسياسة القوة الذكورية التي تدمر الشخصيات الذكورية. تقدم الرواية سرد تاريخي أكثر شمولية لتتحدى تلك التي تروي عادة الاحداث الذكورية.

### النوع
مع ظهور النقد الادبي النسوي في السبعينيات من القرن الماضي، بدات أعمال ماري شيلي – وبالاخص فرانكشتاين- تجذب انتباه العلماء أكثر. يتحمل النقاد النسويون ونقاد التحليل النفسي مسؤولية كبيرة في التغلب على تجاهل شيلي ككاتبة. كانت إلين مورس إحدى الأوائل الذين ادعوا أن فقدان شيلي لطفلها كان له أثر بالغ على كتابة فرانكشتاين. تزعم ان تلك الرواية «اسطورة ميلاد» تشعر فيها شيلي بالذنب لتسببها في وفاة امها وفشلها كوالدة. تشير آن كاي ميلور أستاذة شيلي – من وجهة نظر نسوية- إلى أنها قصة توضح «ماذا يحدث عندما يحاول رجل الحصول على طفل دون امراة ... تهتم (فرانكشتاين) اهتماما شديدا بطرق الإنجاب والتكاثر الطبيعية المعراضة للطرق غير الطبيعية». يقرأ فشل فيكتور فرانكنشتاين كوالد في الرواية كتعبيرعن الاضطرابات التي تصحب الحمل، والوضع، وبالاخص الأمومة.
تزعم ساندرا جيلبرت وسوزن جوبار في كتابهما المؤثر المرأة المجنونة في علية المنزل (1979) أن شيلي ردت في فرانكشتاين بالأخص على التقليد الأدبي الذكوري الذي يمثله جون ميلتون في قصيدة الفردوس المفقود. ووفقا لتفسيرهما، تؤكد شيلي مجددا على هذا التقليد الذكوري – بما في ذلك كراهية النساء المتأصلة فيه- لكن «تخفي اوهام المساواة التي تندلع من حين لآخر في صور وحشية من الغضب». قرأت ماري بوفي طبعة فرانكشتاين الأولى كجزء أكبر من أنماط كتابة شيلي التي بدأت اثبات الذات الأدبية وانتهت بالأنوثة التقليدية. اشارت بوفي إلي أن تعدد الرواة في فرانكشتايين يتيح لتشيلي تقسيم شخصيتها الفنية «اظهرت واخفت نفسها في الوقت ذاته». انعكست مخاوف شيلي من اثبات الذات على قدر فرانكشتاين الذي عوقب بفقدان كل روابطه العائلية بسبب أنانيته.

تركز الناقدات من الحركات النسائية على كيف يمثل التأليف، ولاسيما التأليف النسوى، في ومن خلال روايات شيلي. وكما توضح ميلور "لم تستخدم شيلي الأسلوب القوطى فقط للتطرق إلى الرغبة الجنسية المكبوتة عند المرأة، ولكن أيضا كوسيلة لمراقبة خطابها في فرانكنشتاين. فوفقاُ لبوفى وميلور، لم ترد شيلي تقديم شخصيتها كمؤلفة واستشعرت عدم ملائمته ذلك .وذلك الشعور بالخزى ساهم في تكوين صورها الخيالية والتي اتصفت بالأضطراب، والانحراف، والهلاك".
تركز شيلي في كتابتها على دور الأسرة في المجتمع ودور المرأة داخل الأسرة.و لذلك كانت تحتفى بالمشاعر والتعاطف الأنثوى كجزء من الأسرة مؤكدة على عدم نجاح المجتمع الميدانى بدونهما. كما التزمت شيلي بشكل عميق بأخلاقيات التعاون، والأعتماد المتبادل، والتضحية. فروايتها لادور على سبيل المثال تدور أحداثها حول ثروة زوجة وابنة لادور حيت قتل اللورد لادور في مبارزة في نهاية الجزء الأول من الرواية تاركاً للبطلتان محاكمة قانونية، ومصاعب مالية وعائلية لحلها. وتتمحور الرواية حول قضايا ساسية والفكرية، ولاسيما تلك التي تتعلق بدور المرأة الاجتماعى وتعليمها. فتتناول الثقافة الذكورية التي تميز بين الجنسين وتدفع النساء للأعتماد على الرجال. وتوضح بيتى تبنيت بأن شيلي «تنادى من خلال الرواية بنموذج تعليمى متساو للمرأة والرجل، والذي من شأنه تحقيق عدالة اجتماعية وإيجاد وسائل روحية وعقلية لمواجهة صعوبات الحياة على مختلف أشكالها». ففى رواية فالكنر تنتصر أهداف البطلة، على عكس جميع روايات مارى شيلي. لذلك جاءت نهاية الرواية وكأنها ترتأى أنه عندما تنتصر القيم النسائية على الذكورية العنيفة والهدامة، عندها سيستطيع الرجال إظهار الرأفة، والرحمة، والسماحة كجزء من طبيعتهم الصالحة.

### عصر التنوير والرومانسية
تمزج» فرانكنشتاين«بين المواضيع ذات الطابع العميق والمعزول وبين تلك التي تثير الشك والفكر كغيرها من القصص ذات الأسلوب القوطى السائد في ذلك العصر. فبدلاً من التركيز على الجانب التشويقى للحبكة الدرامية، تركز الرواية بشكل أساسي على الصراع العقلى والأخلاقى لبطلها فيكتور فرانكنشتاين. كما صبغت شيلي النص برومانسية مسيسة من ابتكارها، حيت تنتقد من خلالها فردية وأنانية الرومانسية التقليدية. ففكتور فرانكنشتاين يشبه ستان في الفردوس المفقود وبروميثيوس في الأسطورة اليونانية: فهو أيضاُ ثار على التقاليد; وأنشئ لنفسه حياة; وشكل قدره بنفسه. لكن هذه الخصائص لم تُقدم بشكل إيجابى كما يشير بلمبيرج «فطموحه الجامح هو بمثاية خداع للنفس، متخفية في طلب عن الحقيقة». فعليه هجر عائلته لكى يحقق طموحه.

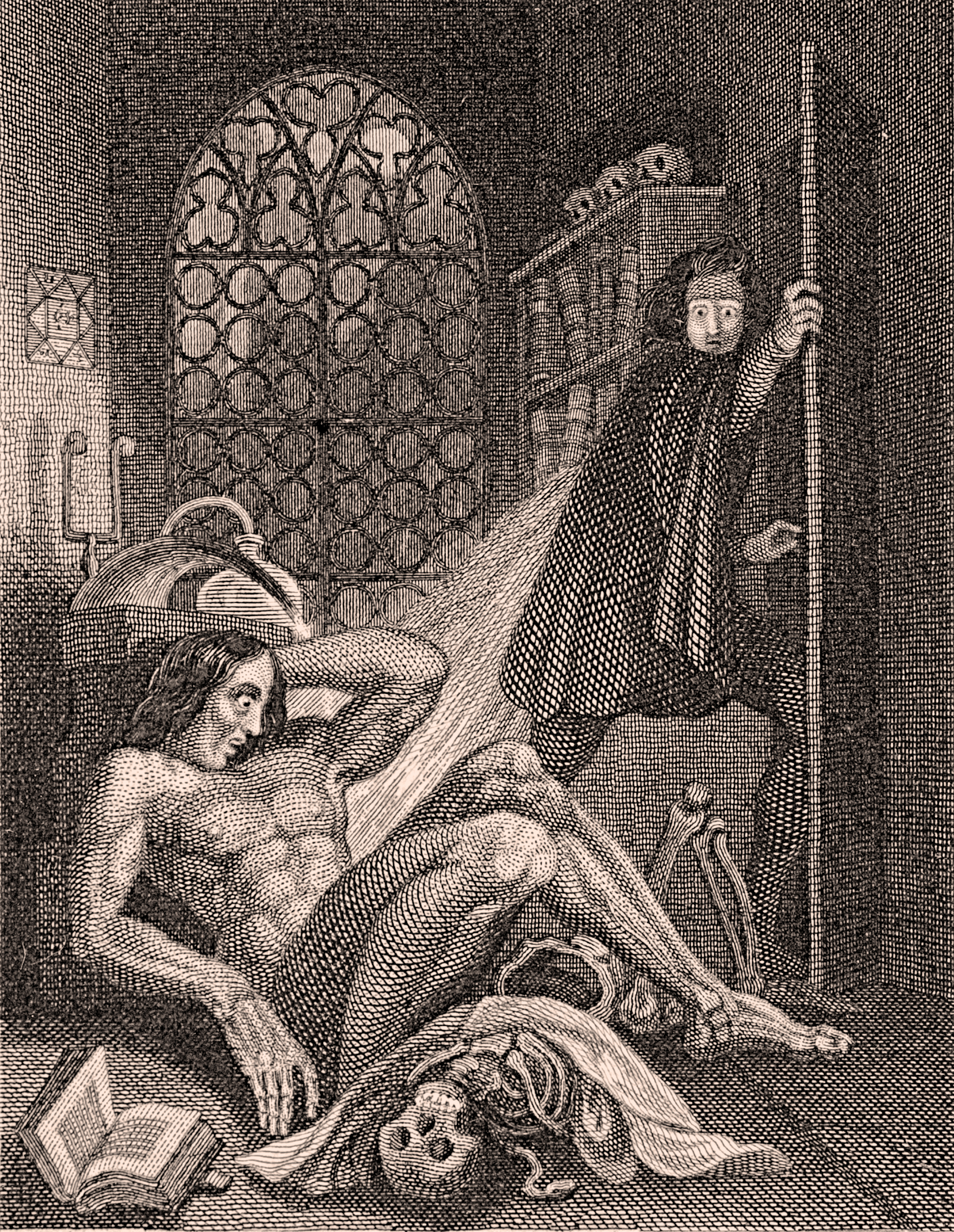
واجهة فرانكنشتاين 1831 لثيودور فون هولست والتي تعد كواحدة من أول اثنتين من الرسومات التوضيحة لها

كانت مارى شيلي تؤمن بالفكرة التنويرية بأن الناس تستطيع الأرتقاء بالمجتمع من خلال الممارسة المسئولة للسطلة السياسية، لكنها كان تخشى من أن الممارسة الغير مسئولة للسلطة قد تؤدى إلى الفوضى. فعملياُ، تنتفد في أعمالها بشكل كبير الطريقة مفكرين القرن الثامن عشر ومنهم والديها في إيمانهم بأن مثل هذا التغير يمكن أن يحدث. فعلى سبيل المثال، الشخصية في» فرانكنشتاين«تقرأ كتب ترتبط بمثل متطرفة، ش لكن المعرفة التي يكتسبها في نهاية الأمر غير مجدية. من جهة أخرى، تكشف أعمال شيلي أنها أكثر تشائماُ من غودوين ووولستونكرافت : فهي لا تؤمن بنظرية غودوين والتي تفيد بأن البشرية تستطيع في نهاية الوصول للكمال.
وفي هذا الصدد يكتب الباحث الأدبى كارى لوك بأن رواية» الأطلال«تشبه» فرانكنشتاين«فتشكل في رفضها لوضع البشرية كمحوراً للكون، وفي إستجوابها لمكنتنا المتميزة تحدى عميق ونبوى للإنسانية الغربية  ويبدو ذلك جلياً في تلميحات شيلي لما يعتقده المتطرفين هو بمثابة ثورة فاشلة في فرنسا واستجابات كل من الغودوني، وولستونكرافتني، وبيركى، ويحتج "الإيمان التنويرى في حتمية التقدم من خلال الجهود الجماعية. وكما في» فرانكنشتاين فشيلي تعرض بشكل وافي شرح وهمى لعصر الثورة والذي انتهى برفض كامل للمُثل التقدمية السائدة بين جيلها. فهي لم ترفض فقط المُثل الساسية التنويرية، بل إيضاً ترفض المفهوم الرومانسى والذي يفيد بأن الخيال الشعرى أو الأدبى يمكنه خلق بديل.

### السياسة
وقد استشهد النقاد برواية لادور وفالكنر حتى مؤخراٌ للبرهنة على الرجعية المتصاعدة في أعمال مارى شيلي اللاحقة. ففى 1984, أرجعت مارى بوفى سبب تراجع ساسية مارى شيلي إلى "الحد المنفصل" عن العائلة. وترى بوفى أن كتابة فالكنر بمثابة حل للصراح الذي أحدثه والدها لجمعه لالراديكالية التحررية والإصرار على اللباقة الاجتماعية. وتوافقها ميلور إلى حد كبير موضحتا " تبرر مارى شيلي فكرها السياسى البديل بأنه استعارة للعائلة البرجوازية المُسالمة، والمحبة. وبذلك تؤيد بشكل غير مباشر الرؤية المحافظة للأصلاح التطورى التدريجى. فقد سمحت هذه الرؤية في تمكين المرأة للمشاركة في الشأن العام لكنها ورثت عدم المساواة المتأصلة في الأسرة البرجوازية.
لكن هذه الرؤية قد هُجمت من أن في العقود الأخيرة أو مايقربها .فتقول بينيت بأن أعمال مارى تكشف عن التزامها الواضح بالمثالية الرومانسية والإصلاح السياسى. بالإضافة إلى ما جاء في دراسة جاين بلمبيرج حول روايات شيلي التي توضح فيها صعوبة تقسيم أسلوبها إلى نصفين: نصف راديكالى والآخر متحفظ. كما تزعم بأن " شيلي لم تكن كزوجها راديكالة عاطفية ولم يكن أسلوب حياتها يتصف بالفُجائية.لكنها في حقيقة الأمر كانت تتحدى في عملها الأول التأثيرات السياسية والأدبية من قبل المحطيين بها. وفي هذا الصدد، تُفسر أعمال شيلي الأولى كتحدى لراديكالية جودوين وبيرسي بيش شيلي. فعلى سبيل المثال رفض فيكتور فرانكنشتاين الأرعن للعائلة يعكس خوف شيلي الدائم من النظام العائلى.

### القصص القصيرة
في العشرينيات والثلاثنيات من القرن التاسع عشر، كتبت شيلي العديد من القصص القصيرة لصالح كتب الهدايا والحوليات منها التذكار ذات السادسة عشر والتي تستهدف من خلالها النساء من الطبقة المتوسطة والخادمات الحسناوات.

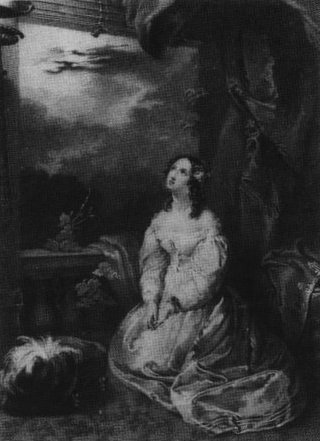
كتبت شيلي العبد من القصص القصيرة لتتماشى مع الرسوم التوضيحية الموجودة في كتب الهداياومنها هذه الصورة التي تعبر عن "التحول" في نسخة التذكار لعام 1830

ويوصف عمل مارى شيلي فيما يختص بهذا النوع بالمأجورية والركاكة. لكن تشير الناقدة شارلوت سوسمان بأن الكتاب الرواد في ذلك الوقت أمثال الشعراء الرومانسين ويليام ووردزوورث وصامويل تايلر كولريدج استفادوا من هذا المجال المًثمر. وتوضح بأن «الحوليات كان لها الحظ الأوفر من الإنتاج الأدبى في العشرينات والثلاثنيات من القرن التاسع عشر» ولعل من أنجحها التذكار.
ويلاحظ أن الزمان والمكان في العديد من روايات لم تمت بصلة لبريطانبا في القرن التاسع عشر بل جاءت في بلاد مثل اليونان وفترة أثناء حكم عهد هنري الرابع ملك فرنسا. وكانت شيلي معنية بشكل خاص «بهواية الفرد الهاشة» وكتيراَ ما جسدت التغير الجائحى الذي يتطرأ بفعل الاضطراب العاطفي الداخلي أو بسبب وقع أحاث خارقة والتي تعكس الأنقسام الداخلى. وترتبط الهواية النسائية في قصص شيلي بقيمة المرأة واستمراريتها في الزواج، بينما تُدعم الهواية الذكورية وتتحول من خلال استخدام المال. فعلى الرغم من كتابة مارى شيلي لأحدى وعشرين قصة قصيرة لصالح الحوليات في الأعوام ما بين 1823و 1839 لكنها كانت تستشعر أن قدرتها ككاتبة تفوق كل ذلك. فقد كتبت للى هانت «أشعر بتعاسة بسبب مقالاتى السيئة، لكننى سوف ابدء بكتابة رواية على أمل أن تمحى ركاكة المجالات».

### قصص الرحالات
وبدأ كل من مارى جودوين وبيرسى شيلي في تأسيس جريدة مشتركة عند ذهابهم إلى فرنسا عام 1814, ونشرت في 1817 تحت عنوان وتاريخ جولة من ستة أسابيع، وكذلك أربعة خطابات، اثنين لكل منهما عن رحلتهم لجنيف إلى جانب قصيدة شيلي "مون بلون". ويحتفى هذا العمل بالحب الشبابية والمثالية السياسية. وتعمدو أيضاً إتباع تجربة مارى ولستونكرافت وآخرون ممن جمعوا بين السفر والكتابة. ويُعرض لتاريخ هنا من منظور فلسفى وإصلاحى أكثر منه قصة لرحلة تقليدية ; خاصة أنه يناقش تأثير السياسة والحرب على فرنسا. فتعرض خطابات الزوجين في رحلتهم الثانية «لأحداث ضخمة وهائلة» عن هزيمة نابليون في واترلو بعد عودة ما يعرف بأيام نابليون المائة في 1815 كما تتطرق إلى بهاء بحيرة ليمان وجبل مون بلون وإيضا الميراث الثورى للفيلسوف والروائي جان جاك روسو.
```
وتعد رواية التسكع في ألمانياوإيطاليا في 1840, و 1842, و 1843 أطول كتاب كامل لمارى شيلي والذي جاء على هيئة خطابات ونُشر في 1844. وتسجل فيه رحلاتها مع ابنها بيرسى فلورنس وأصدقائه من الجامعة. وتتبع مارى شيلي في هذه الرواية نفس الأسلوب الذي اتبعته في خطابات كُتبت في السويد وتاريخ جولة من ستة أسابيع في تحديد المشهد الشخصى والسياسى لها من خلال حساسية ورأفة الخطاب.
[
185
]
 فترتأى شيلي أن الوسيلة لبناء مجتمع مدنى وزيادة
```

المعرفة هي بناء روابط عاطفية بين الناس "ففوائد السفر تكمن في اكتساب معرفة لتنوير وتحرير العقل من الإجحاف القمعى وكذلك توسيع دائرة التعاطف بين مخلوقات الأرض. وتتضمن ملاحظات على المشاهدو الثقافة والناس من وجهة نظر سياسة بصفة خاصة . فقد استخدمت قصص الؤحالات للكشف عن دورها كأرملة وأم وإثبات القومية الثورية في إيطاليا. وقد ربطت قيامها بالجج بأحداث مرتبطة بيرسى شيلي. فترى كلاريسا اور أن استخدام مارى شيليى للشحصية ذو أمومة فلسفية تضفى على رواية التسكع بما تتناوله من مواضيع عن الموت والذاكرة وحدة كالقصيدة. وفي الوقت ذاته تقدم شيلي قضية عادلة ضد الملكية، والتميز الطبقى، والعبودية، والحرب.

### السير الذاتية
في مابين 1832 و 1839 كتبت مارى شيلي سير ذاتية لصالح ديونيسيوس لارندر حياة الرجال الاكثر عظمة في الأدب والعلم والتي تعد كواحدة من أفضل الموسوعات التي أُنتجت خلال العشرنيات والثلاثنيات من القرن التاسع عشر في مواكبة طلب الطبقة المتوسطة على التعليم الذاتى وتتناول فيها شيلي حياة رجال ونساء مرموقين من إيطاليا وأسبانياوالبرتغال وفرنسا. ولم تتلقى هذه المقالات الأهمية التي تستحقها إلا بعد إعادة نشرها في 2002. وفي النظرية الخاصة بالعالم جريج كوكيه يكشف بأن «بحث مارى شيلي الإستثنائي فاق العديد من القرون بمختلف اللغات» وساهمت السير الذاتية التي قامت بها وشغفها في «إظهار مختلف المراحل النثوية». وقد استخدمت شيلي نمط السير الذاتية التي اشتهر في القرن الثامن عشر على يد الناقد صموئيل جونسن في كتابه حياة الشعراء 1779 والذي جمع فيه مصادر ثانوية، ومذكرات، والحكايات، وتقييم لعملية التأليف. وأدرجت مارى شيلي تفاصيل عن حياة كل كاتب وشخصيته، واقتباسات من النسخ الأصلية لكتابتهم ومن ترجمتها، وختمت بتقيم يتضمن نقد لإنجازتهم.
لكن شيلي كانت تأخد كتابة السير الذاتية على محمل الجد وتعتقد أن «هذه الصياغة كانت بمثابة مدرسة لتعلم فلسفة التاريخ», وإعطاء دروس.و كان أكثر الدروس وأهمها هي تلك التي تحمل النقد للمؤسسات ذات الهيمنة الذكورية ومنها البكورية  كما تركز شيلي على الألفة العائلية، والرومانسية، والعائلة، والتعاطف، والرأفة للمرقبين منها. وكانت فناعتها نابعة من أن كل هذه القوى تساهم في تحسين المجتمع رابطتا ذلك بالمؤرخين النثوين السابقات مثل مارى هايز وآنا جامسون. روايتها الأرواح التي حصدت حوالى 4 آلآف نسخة من كل جزء على عكس روايتها الأخرى والتي حصدت الالآف من النسخ وذلك ووفقاُ لكوكيه فقد استخدامت مارى شيلي السير الذاتية بغرض دفع الأجندة النسائية لتاريخ المرأة إلى الأمام والتي أصبحت واحدة من أهم التدخلات السياسة التي قامت بها.

### العمل التحريرى
عزمت مارى شيلي على كتابة سيرة بيرسى شيلي الذاتية بعد وفاته مباشرةً. ففى خطاب لها في 17 نوفمبر 1822 أعلنت إنها «سوف أكتب عن حياته وبتلك الطريقة سأتمكن من موساة نفسى». لكن تمكن بنجاح والد زوجها تيموثى شيلي في إقناعها بالعدول عن ذلك. في نفس وقت نشر قصائد بعد الوفاة في 1839بينما كانت عاكفة على كتابة الأرواح كانت تحضر لطرح نسخة جديدة من الشعر الخاص ببيرسى وقد وصف هذا من قبل الأديبة سوزان ج ولفصن بأنه بمثابة «فعل تقديسى» لسمعة زوجها. في السنة التالية صاغت شيلي مجموعة من مقالات، وخطابات، وتراجم، ومقتطفات لزوجها.كماساهمت أيضاُ في تقديم الشاعر الخاص بزوجهاإلى شريحة أوسع من جمهور خلال فترة الأربعنيات من القرن التاسع عشر عن طريق إدراج الأعمال في حولية التذكار.
حظر إيفادج تايموثى سيرة ذاتية لها، وكثيرا ما أدخلت مارى شيلي في هذه النسخ الملاحظات والأفكار حول حياة زوجها وأعماله. «أريد تبرير أتجاهه» وقد صرحت في 1824 «أريد أن اجعله محبوب من قبل أولاده». ويرى بلمبيرج أن هذا الهدف جعلها تقدم أعمال بيرسى للعامة في«أكثر الطرق حرفية». ويهدف توصيل أعماله بشكل الذي يتناسب مع للجمهور الفكتورى، أختارت شيلي تقدم بيرسى كشاعر غنائى بدلاُ من سياسى. وكما كتبت مارى فافرت بأن «التقديم الغير حقيقى لشخصية بيرسى شكلت مضمون الشعر» وأزهرت مارى شيلي رديكالية بيرسى السياسية قى شكل عاطفى مؤكدة على أن تمسكه بالنظام الجمهوري.نشات بسبب عاطفته تجاه الذين يعانوا. وقد أدخلت حكايات رومنسية التي تحكى إحسانه، ومحبته لعائلته، وحبه للعالم. وصفت شيلي نفسها على أنها «المتعة الحقيقة» لبيرسى، كما أنها انتهجت تفس طريقته في كتابة المراجعات.
```
وبرغم العواطف التي أججتها هذه المهمة، إلا أن مارى شيلي اثبتت جدارتها في كتير من النواحى على كونها كاتبة محترفة على دراية علمية.
[
213
]
 فأستطاعت تحويل كتابات بيرسى الفوضوية والغامضة في بعض الأحيان إلى شكل منظم، كما أضافت بعض القصائد مثل يبيبسيكوديون والتي كانت تخاطب أيميلا فيفيانى، كان من المرجح الابتعاد عنها.
[
214
]
 ولكن أجبرت على الدخول في مهتارات، وكما يوضح بلمبيرج بأن " فقد وجد النقاد الحديثون أخطاء في هذه النسخة قائلين بأنها أساءت الأقتباس، والتفسير، وأخفت عن قصد، وحاولت جعله شاعراً بصورة لم يكن عليها.
[
215
]
 ووفقاً لولفصن فمازال يرجع المحرر الحديث لأعمال بيرسى شيلي، دونلد رايمين إلى إصدارات مارى شيلي، مقراً بأن أسلوب تحريرها ينتمى إلى : عصر التحرير الذي لم يكن الهدف منه طرح نصوص صحيحة وأدوات ذات طايع علمى، بل كان عرض تسجيل كامل عن حياة الكاتب المهنية .
[
216
]
 وكانت مصرة على نشر جميع ما جاء في أعمال زوجها 
[
217
]
 لكنها وجدت نفسها مجبرة على حذف جزئيات معينة تحت ضغط من من آدوارد موكسن الناشر، أو إذعان للآداب العامة.
[
218
]
 فعلى سبيل المثال، فقد حذفت بعض الجزئيات التي تتضمن أفكار إلحادية من 
الملكة ماب
 في الطبعة الأولى، لكنها أعادتها مرة أخرى في الطبعة الثانية .ورغم إدانة موكسن واعتراضه على قذف الكافر لكنه لم يتخذ إجراءات بالعقاب.
[
219
]
 وأثار حذف شيلي لبعض الجزئيات للنقد وأحياناً النقد اللاذع من قبل المحطيين ببيرسى شيلي 
[
220
]
 كما أتهمها النقاد بالكتابات ذات طابع عنصر كتهمة من ضمن كُثر.
[
221
]
 ومع ذلك فقد ظلت كتابتها مرجع هام لدراسة أعمال بيرسى شيلي. وكما تشير بنيت يجمع "كُتاب السير الذاتية والنقاد بأن الوعد الذي قطعته مارى على نفسها في إظها القيم التي كان يؤمن بها بيرسى قد عززت من سمعة شيلي التي كادت على أن تنهار".
[
222
]
```

### السمعة
ودائماً ما يُنظر إلى مارى شيلي على كونها كاتبة بالمعنى الحقيقى فعلى مدار حياتها حتى دون النظر إلى كتابتها ذات الجانب السياسى. لكن بعد وفاتها كانت تُذٌكر فقط على أنها زوجة بيرسى بيشى شيلي ومؤلفة فرانكنشتاين. في مقدمة عن خطاباتها نُشرت في 1945 كتب المحرر فردريك أنه في حقيقة الأمر " أن المجموعة قى شكلها الحالى لا يمكن أن تصنيف مارى شيلي ككاتبة من خلال هذه الخطابات. لكن تصنفها كزوجة بيرسى بيشى شيلي. ولم يتغير هذا التفكير بنشر بيتى تبنيت النسخة الأولى لخطابات مارى شيلي الكاملة عام 1980 . فتشير بأن " قد اعتبر الباحثين بأن بنوة مارى شيلي لويليم جودوين ومارى ولفستونكارفت جعلت منها بجماليون. وكل ذلك قبل حتى نشر إيملى سنستين شيلي للسيرة الكاملة عام 1989.

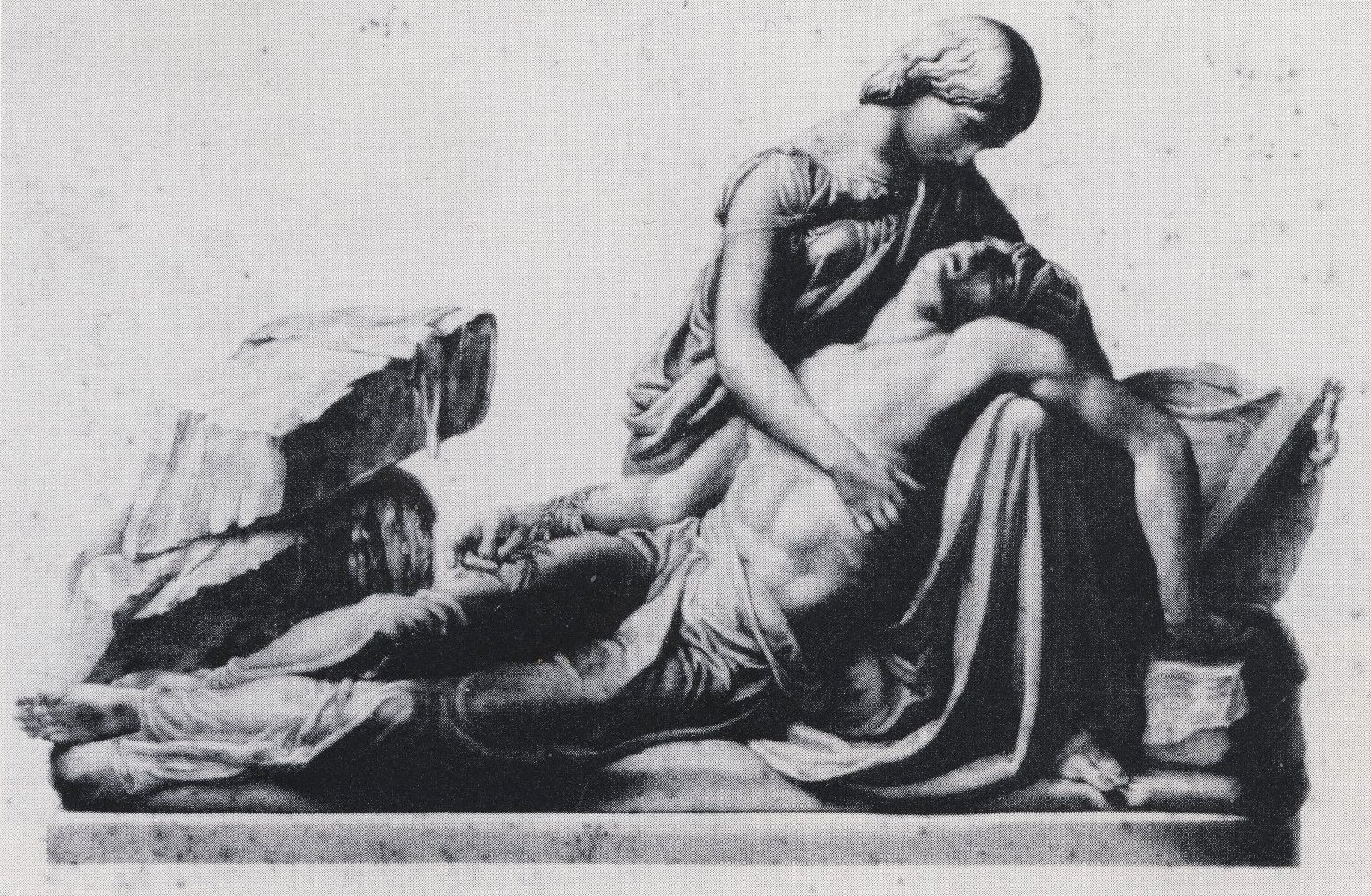
نقش لجورج ستودارت بعد النصب التذكارى لكل من مارى وبيرسى شيلى بواسطة هنرى ويكيس 1835

 وساهمت محاولات ابن مارى شيلي وزوجته في الهيمنة على ذاكرتها في إظهار مارى شيلي أكثر تقليدية وأقل إصلاحاً على عكس ما تبينها أعمالها وذلك عن طريق مراقبة الوثائق. وما أدى إلى تأكيد هذه الانطباعات عن مارى هو حذفها على إستحياء لبعض الجزئيات من أعمال بيرسى شيلي وتجنبها للرأى العام في السنوات التالية. كما اتجه كل من هوج ترلاونى في تعليقه والموعجبون ببيرسى شيلي إلى التقليل من شان راديكالية مارى شيلي. فيمدح تريلونى في تسجيلاته عن شيلي، وبيرون، والمؤلف 1878 بيرسى شيلي على حساب مارى شيلي مشككاً في ذكائها وفي حتى تأليفها لفرانكنشتاين. لكن ردت كل من السيدة شيلي وزوجة بيرسى بعرضهم لمجموعة من الخطابات التي ورثتها ونشرتها بشكل خاص كشيلي ومارى عام 1882.
```
وقد تعرف الجمهور للمرة الأولى على أعمال مارى شيلي من خلال النسخة المسرحية لفرانكنشتاين في عام 1823ثم من خلال النسخ السينمائية ومنها النسخة السينمائية الأولى في 1910 وصولاَ للنسخ الأشهر مثل النسخة الخاصة 
بجيميس وايل
 1931 
فرانكنشتاين
 ونسخة 
ميل بروكس
 فرانكنشتاين الصغير، ونسخة 
كينيث براناه
 فرانكنشتاين مارى شيلي.
[
229
]
 وعلى مدار القرن التاع عشر، كان ينظر لمارى شيلي على كونها مؤلفة نجحت بسبب عمل واحد وليست ككاتبة محترفة، حتى ان أعمالها لم تنتشر إلاخلال الثلاثين عام الماضية وهذا الذي أدى إلى تجاهل الكثير من إنجازاتها.
[
230
]
 وفلا العقود الأخيرة أعيد نشر جميع أعمالها هذا ما ساهم في رفع قيمتها. ويظهر شغفها للقراءة والدراسة في مذكراتها وخطابات وينعكس هذا الشغف في أفكارها، وفي أعمالها والذي تُحترم الآن أكثر من ذى قبل.و قد أُخذ في الاعتبار رأى مارى شيلي في نفسها فكتبت بعد وفاة بيرسى عن طموحها كمؤلفة قائلة «أستطيع الحفظ على نفسى، فهناك شئ ما في تلك الفكرة يلهمنى» 
[
231
]
 ويعتبر العلماء مارى شيلي كواحدة من أهم الكتاب الرومانسين لما قدمته من إنجازات وأعطها صوت سياسى للمرأة والمتحررة.
[
232
]
```

## وصلات خارجية
- ماري شيلي على موقع IMDb (الإنجليزية)
- ماري شيلي على موقع ميتاكريتيك (الإنجليزية)
- ماري شيلي على موقع الموسوعة البريطانية (الإنجليزية)
- ماري شيلي على موقع روتن توميتوز (الإنجليزية)
- ماري شيلي على موقع قاعدة بيانات الأفلام العربية
- ماري شيلي على موقع ألو سيني (الفرنسية)
- ماري شيلي على موقع ميوزك برينز (الإنجليزية)
- ماري شيلي على موقع تيرنر كلاسيك موفيز (الإنجليزية)
- ماري شيلي على موقع قاعدة بيانات الأفلام السويدية (السويدية)
- ماري شيلي على موقع إن إن دي بي (الإنجليزية)

- ماري شيلي  على قاعدة بيانات الخيال التأملي على الإنترنت